# Jerzy Krzystolik
Jerzy Krzystolik (ur. 6 lipca 1941 w Kluczach) – polski piłkarz i lekarz, zawodnik Pogoni Szczecin w latach 1959–1971. 
Wychowanek Czułowianki Tychy, później  gracz szczecińskiego klubu dzielnicowego Świt Szczecin. Do Pogoni trafił jako junior, do drużyny prowadzonej przez Floriana Krygiera. Grając w lidze jednocześnie studiował na Pomorskiej Akademii Medycznej w Szczecinie. W barwach Bordowo-Granatowych rozegrał łącznie 209 spotkań ligowych – 144 w I lidze oraz 65 w II lidze. Zdobył 42 bramki: 28 w I i 14 w II lidze. 
Po zakończeniu kariery piłkarskiej pracował w przychodni sportowo-lekarskiej i był klubowym lekarzem w Pogoni.